# Рахитогенна тетания (спазмофилия)

### Определение
Рахитогенната тетания (още позната като спазмофилия) е усложнение на рахита, което се наблюдава най-често през пролетта при лекувани с витамин D кърмачета, у които рахитът започва бързо да оздравява (повишено слънцеогряване) и калцият започва да се отлага в костите, като намалява в серума - развива се хипокалциемия, която може да провокира латентна или манифестна тетания с гърчове. Латентната спазмофилия се манифестира с признаците на Trousseau (акушерска ръка при исхемия), Chvostek (почукването върху ствола на лицевия нерв непосредствено пред външния слухов проход води до съкращение на лицевата мускулатура) и Erb (повишена електровъзбудимост на периферните двигателни нерви спрямо галваничен ток), карпопедални спазми, ларингоспазъм.

### Лечение
Лечението изисква венозно или мускулно приложение на калций (калциев глюконат или калциев бромат) и повишаване на дозата на витамин D, за да се подобри калциевата резорбция в червата.

### Витамин Е (токоферол)
Мастноразтворим витамин. С най-висока активност е алфа-токоферолът. Биологичното му действие е свързано с антиоксидантна активност, обмяна на полиненаситените мастни киселини и нормалния тонус на мускулатурата. Дефицитът при недоносени деца се появява с хемолитична анемия. Не са известни категорични данни за хипервитаминоза. 

### Витамин C (аскорбинова киселина)
Водноразтворим витамин. Лесно се инактивира при окисление, висока температура, алкално pH. Точният механизъм на биологично действие не е известен. Участва в биосинтезата на колагена, резорбцията и транспорта на желязото, обмяната на тирозина. Влияе положително върху резистентността на организма към инфекции. 
Дефицитът се проявява с клиничната картина на скорбут. Продължителен внос на големи дози витамин C може да е предпоставка за бъбречна калкулоза. Богати на витамин C са цитрусовите плодове, доматите, шипки, зеле, женско мляко.

### Витамин B1 (тиамин)
Термолабилен, може да се синтезира от чревните бактерии. Биологичната активност на витамина е свързана с участието му като коензим в обмяната на въглехидрати, белтъци и мазнини. Тежкият дефицит (бери-бери) се среща извънредно рядко в Европа. Не е известен ефекта от внос на високи дози. Съдържа се в брашно и зърнени храни, черен дроб, месо, мляко.

### Витамин B2 (рибофлавин)
Водноразтворим, термостабилен, устойчив на окисление, но лесно се инактивира от светлина. Кофактор е на много ензимни системи. При дефицит се наблюдава фотофобия, себороични промени по кожата, зачервена лигавица на устните и езика, рагади в ъглите на устата. Няма категорични данни за увреждания от предозиране.

### Витамин PP (Ниацин- никотинова киселина)
Водноразтворим, стабилен на висока температура и светлина. Биологичната му активност е свързана с обмяната на белтъци, мазнини и въглехидрати. Дефицитът клинично се проявява с пелагра. При излишък се описва сърбеж. Съдържа се в мляко, риба, зелени листни зеленчуци и др.

### Витамин B6 (пиридоксин)
Водноразтворим, термостабилен, инактивира се на светлина. Активната му форма е пиридоксал. Участва като кофактор в много ензимни ситеми. При дефицит се наблюдават дерматити, глосит, периферни неврити, а при кърмачета - конвулсии и анемия. Не са известни прояви на увреждане от висок внос. 

### Фолиева киселина
Слабо разтворима във вода, инактивира се от светлина. Синтезира се от чревни бактерии. Биологичното ѝ действие е свързано с витамин B12. При дефицит се наблюдава мегалобластна анемия. Хранителен източник са черен дроб, зелени листни зеленчуци, зърнени храни, портокали.

### Витамин B12 (кобаламин)
Слабо разтворим във вода, термостабилен при неутрално pH, инактивира се от светлина. Резорбцията му зависи от gastric intrinsic фактор. Компонент е на много коензими. Необходим е за нормалното узряване на червените кръвни клетки и обменните процеси в ЦНС. 
При дефицит се наблюдават пернициозна анемия, метилмалонова ацидемия. Не са известни прояви на увреждане от висок внос. Среща се в храни от животински произход - месо, мляко, яйца.

### Пантотенова киселина
Водноразтворима, термостабилна. Компонент е на СоА. Дневните нужди не са уточнени. Не са познати прояви на дефицит и излишък. Съдържа се в достатъчно количество в повечето храни.

### Биотин
Водноразтворим, синтезира се от чревните бактерии. Участва в обмяната като коензим. Активността му се блокира при прием на суров яйчен белтък. При дефицит се наблюдават дерматити, анорексия, мускулни болки, алопеция. Не са известни увреждания от висок внос.
| Възраст                                                                         | Вит. С мг               | Тиамин мг                               | Рибофлавин мг                           | Ниацин мг                 | Вит В6 мг                               | Фолат мкг              | Вит. В12 мкг                |
| 0-3 мес. 3-6 мес. 6-12 мес. 1-3 год. 3-6 год. 6-10 год. 10-14 м. ж. 14-18 м. ж. | 30 30 35 40 45 50 60 70 | 0,3 0,4 0,5 0,6 0,8 1,0 1,2 1,0 1,4 1,1 | 0,4 0,5 0,6 0,8 1,0 1,1 1,4 1,2 1,7 1,3 | 4 5 6 8 11 13 16 13 18 15 | 0,2 0,3 0,5 0,8 1,0 1,2 1,6 1,3 1,8 1,4 | 40 40 50 70 100 50 200 | 0,3 0,4 0,5 0,7 1,0 1,4 2,0 |